# Homma Masaharu
Homma Masaharu (本間 雅晴  27 tháng 11 năm 1887 – 3 tháng 4 năm 1946) là một viên tướng của Lục quân Đế quốc Nhật Bản, có vai trò quan trọng trong việc xâm lược và chiếm đóng Philippines trong thế chiến thứ hai.
Với 43.110 lính của phương diện quân số 14, Homma đã chỉ huy trận chiến khốc liệt nhất khi xâm lược Philippines, trận Bataan mở đầu vào tháng 12 năm 1941. Những binh lính dưới quyền ông chịu trách nhiệm thực hiện cuộc hành quân chết chóc Bataan ở Philippines năm 1942. Do đó, Homma đã bị xử bắn sau khi tòa án quân sự Hoa Kỳ buộc tội ông đã phạm các tội ác chiến tranh tại Philippines.